# Desrameaux
Desrameaux es una localidad de Santa Lucía que forma parte del distrito de Gros Islet.